# 珀爾察馬河

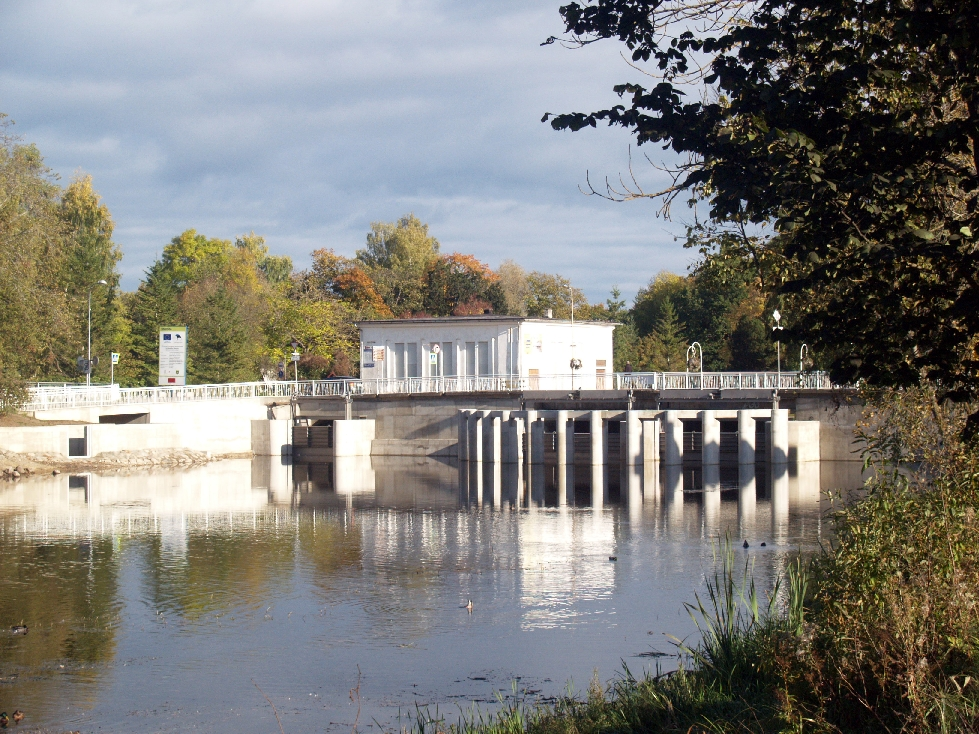
河道上的桥梁

珀爾察馬河是愛沙尼亞的河流，屬於佩迪亞河的右支流，位於該國中部，河道全長135公里，流域面積1,310平方公里，是全國第三長河流，河畔城鎮有珀爾察馬。